# Władysław Konopka
Władysław Konopka (ur. 11 maja 1892 w Krakowie, data i miejsce śmierci nieznane) – kapitan pilot Wojska Polskiego, żołnierz c. i k. armii podczas I wojny światowej, uczestnik wojny polsko-bolszewickiej, kawaler Orderu Virtuti Militari.

## Życiorys
Syn Marcina i Olimpii z Zacharyaszów. Zdał maturę w gimnazjum i rozpoczął studia prawnicze, które przerwał po czterech semestrach. Po wybuchu I wojny światowej został 1 sierpnia 1914 roku powołany do odbycia służby w armii austro-węgierskiej. Otrzymał przydział do 12 pułku armat polowych, a 1 września 1917 roku został przeniesiony do 8 pułku artylerii ciężkiej. W marcu 1918 roku został skierowany na kurs obserwatorów do Wiener Neustadt, po ukończeniu szkolenia został przydzielony do Fliegerkompanie 36 (FliK 36) i walczył na froncie włoskim i serbskim.
14 listopada 1918 roku wstąpił do odrodzonego Wojska Polskiego. W połowie listopada zgłosił się do służby w nowo formowanej na lotnisku rakowieckim Eskadrylli Lotniczej. 17 grudnia 1918 roku otrzymał przydział do Sekcji Żeglugi Napowietrznej Ministerstwa Spraw Wojskowych. Następnie, z racji swego doświadczenia lotniczego, został skierowany na kurs pilotażu w I Niższej Szkole Pilotów w Krakowie oraz Szkoły Lotniczej na Ławicy. Po zakończeniu szkolenia został 1 września 1919 roku przydzielony do 7 eskadry myśliwskiej i w jej składzie wziął udział w wojnie polsko-bolszewickiej. Po uzupełnieniu składu eskadry amerykańskimi pilotami-ochotnikami został przydzielony do grupy „Kościuszko” dowodzonej przez kapitana Edwarda Corsiego. Podczas operacji kijowskiej wspierał działania polskich oddziałów. 15 kwietnia, na skutek awarii synchronizatora karabinu maszynowego, przestrzelił śmigło swego Albatrosa D.III. 25 kwietnia, podczas lotu z por. obs. Carlem Clarkiem, zaatakował nieprzyjacielski pociąg pancerny w rejonie Cudnowa. 26 kwietnia wyróżnił się podczas ataków na oddziały nieprzyjaciela w rejonie Berdyczowa, zwłaszcza jego tylną straż. Wykorzystywał swe doświadczenie obserwatora z czasów I wojny światowej i po każdym locie dostarczał cennych informacji rozpoznawczych o oddziałach Armii Czerwonej.

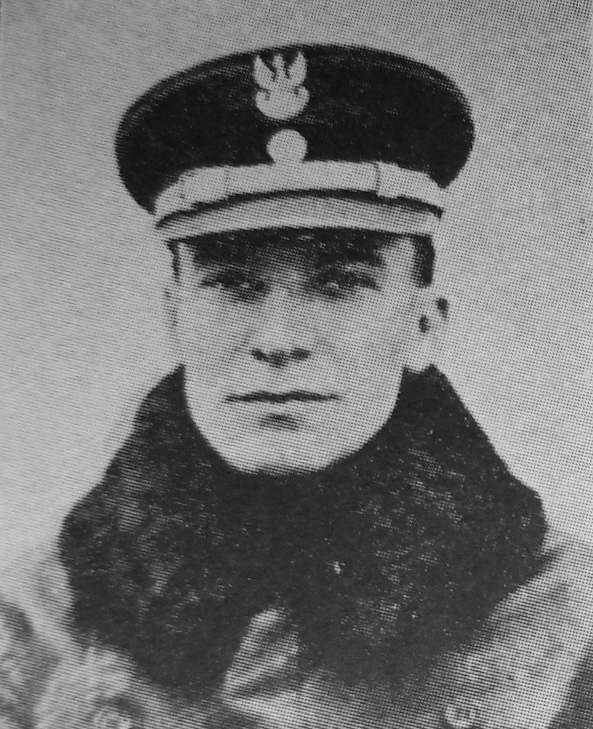
Władysław Konopka por. pilot (1920)

12 czerwca w rejonie Żytomierza atakował oddziały 1 Armii Konnej Siemiona Budionnego. Podczas ataku grupowego samolotów 7 eskadry, przeprowadzonego wspólnie z kpt. Merianem Cooperem, kpt. Edwardem Corsim i por. Jerzym Weberem, jego samolot został uszkodzony i pilot lądował przymusowo półtora kilometra przed lotniskiem. Uszkodzenia samolotu spowodowały, że rozpadł się on przy przyziemieniu. 16 lipca, wspólnie z Corsim, Weberem i Chessem, po raz kolejny zaatakował kolumny kawalerii Armii Czerwonej. 9 sierpnia wykonał lot łącznikowy z zadaniem zrzucenia rozkazów. Po wykonaniu zadania powrócił na lotnisko w Korczowie, ale źle obliczył podejście do lądowania i zatrzymał się dopiero na wagonie kolejowym mieszczącym kuchnię eskadry. W wyniku wypadku odniósł poważne obrażenia i trafił do szpitala na leczenie.
Po zakończeniu działań wojennych pozostał w zawodowej służbie wojskowej. W marcu 1921 roku wyznaczony został na stanowisko dowódcy 7 eskadry myśliwskiej, ale już 18 sierpnia został urlopowany z wojska w celu dokończenia studiów prawniczych na Uniwersytecie Jagiellońskim. Po ukończeniu studiów pracował początkowo w Międzymiastowych Gazociągach we Lwowie, a od 1926 roku był szefem działu handlowego WWS „Samolot” w Poznaniu. W grudniu 1925 roku został przeniesiony w rezerwie z 2. do 6 pułku lotniczego we Lwowie. W 1928 roku został członkiem komisji organizującej Polskie Linie Lotnicze „LOT” i pracował w nich jako szef działu eksploatacyjnego do 1931 roku. Dalsze jego losy są nieznane.

## Ordery i odznaczenia
Za swą służbę otrzymał odznaczenia:
- Krzyż Srebrny Orderu Wojskowego Virtuti Militari nr 3244 – 8 kwietnia 1921 roku[21][22],
- Krzyż Walecznych[23],
- Polowa Odznaka Pilota nr 84 – 11 listopada 1928 roku „za loty bojowe nad nieprzyjacielem w czasie wojny 1918–1920”[24].